# Marc Bartuschka
Marc Bartuschka (* 1979) ist ein deutscher Historiker.

## Leben
Marc Bartuschka studierte Osteuropäische Geschichte, Neuere Geschichte und Politikwissenschaft an der Friedrich-Schiller-Universität Jena. Er promovierte in Jena mit einer Arbeit unter dem Titel: „Unter Zurückstellung aller möglichen Bedenken…“ Die NS-Betriebsgruppe „Reichsmarschall Hermann Göring“ (REIMAHG) und der Zwangsarbeitereinsatz 1944/1945. Er forscht, lehrt und publiziert Themen der Weimarer Republik und der NS-Zeit insbesondere zur Problematik der Zwangsarbeit. Bartuschka war von 2013 bis 2022 für die Stadt Altenburg tätig. Seine Forschungsinteressen und Arbeitsgebiete liegen in der Thüringischen Regionalgeschichte in der ersten Hälfte des 20. Jahrhunderts und im Bereich Strafverfolgung von NS-Verbrechen in der Deutschen Demokratischen Republik.

## Werke (Auswahl)
- Im Schoß der deutschen Kultur. Ausländische Zwangsarbeiter und Kriegsgefangene in Weimar 1939–1945. Weimar 2020.
- Das NS-Rüstungswerk REIMAHG im Walpersberg bei Kahla. Erfurt 2016.
- „Unter Zurückstellung aller möglichen Bedenken…“ Die NS-Betriebsgruppe „Reichsmarschall Hermann Göring“ (REIMAHG) und der Zwangsarbeitereinsatz 1944/1945. Göttingen 2011.
- Der Partisanenkrieg in Weißrußland 1941 – 1944. Jeder gegen Jeden? Ursprünge, Strukturen und Parteien des Konflikts. Saarbrücken 2008.
  - Das Buch wurde unautorisiert ins Belarussische übersetzt und veröffentlicht: Mark Bartuška: Partyzanskaja vajna ŭ Belarusi ŭ 1941 – 1944 hh. Vil’nja: Inst. Belarusistyki u. a. 2011.